# Psoroptes ovis
Psoroptes ovis är en spindeldjursart som först beskrevs av Erich Martin Hering 1838.  Psoroptes ovis ingår i släktet Psoroptes och familjen Psoroptidae. Inga underarter finns listade i Catalogue of Life.